# Eucera mohavensis
Eucera mohavensis är en biart som först beskrevs av Timberlake 1969.  Eucera mohavensis ingår i släktet långhornsbin, och familjen långtungebin. Inga underarter finns listade i Catalogue of Life.